# Thelyphonus dammermanni
Espèce
Synonymes
- Tetrabalius dammermanni Speijer, 1933

Thelyphonus dammermanni est une espèce d'uropyges de la famille des Thelyphonidae.

## Distribution
Cette espèce est endémique des Moluques en Indonésie. Elle se rencontre sur Mangole.

## Description
La femelle holotype mesure 40 mm.

## Publication originale
- Speijer, 1933 : Die Pedipalpi des Zoologischen Museums in Buitenzorg und die der Sammlung Dr. F. Kopstein. Zoologische Mededelingen, vol. 16, no 8, p. 67-76 (texte intégral).